# Carolin Hennecke
Carolin Hennecke (Diemelsee, 4 de febrero de 1986) es una deportista alemana que compite en biatlón. Ganó tres medallas de bronce en el Campeonato Europeo de Biatlón, en los años 2009 y 2012.

## Palmarés internacional
| Campeonato Europeo | Campeonato Europeo   | Campeonato Europeo | Campeonato Europeo |
| Año                | Lugar                | Medalla            | Prueba             |
| ------------------ | -------------------- | ------------------ | ------------------ |
| 2009               | Ufa (Rusia)          | Medalla de bronce  | Relevos            |
| 2012               | Osrblie (Eslovaquia) | Medalla de bronce  | Individual         |
| 2012               | Osrblie (Eslovaquia) | Medalla de bronce  | Relevos            |